# Verordnung (EU) 2018/1999 (Governance-Verordnung)
Die Verordnung (EU) 2018/1999 (Governance-Verordnung) ist eine Verordnung der Europäischen Union, die ein Governance-System für die Energie- und Klimaunion der EU schafft. Es soll einen Rahmen für komplementäre und kohärente Maßnahmen bilden, mit denen die klima- und energiepolitischen Ziele der EU für 2030 und darüber hinaus erreicht werden. Das System umfasst Kooperations-, Planungs- und Berichtspflichten der Mitgliedstaaten und weist der Europäischen Kommission Überwachungs- und Bewertungsbefugnisse und -pflichten zu.
Die EU-Staaten müssen alle zehn Jahre Langfrist-Strategien erstellen, die mindestens 30 Jahre umfassen; die ersten Strategien umfassen den Zeitraum 2021–2050. In darauf abgestimmten nationalen Energie- und Klimaplänen (engl.  national energy and climate plan, kurz NECP), die einen Zeithorizont von zehn Jahren haben, legen die Staaten ihre Ziele und Maßnahmen zur Dekarbonisierung, Energieeffizienz, Energiesicherheit, zum Energiebinnenmarkt und zu Erneuerbaren Energien fest. Die ersten dieser Pläne wurden der Kommission 2019 für den Zeitraum 2021–2030 vorgelegt. Die Kommission prüft die Pläne, auch im Hinblick auf das Erreichen EU-weiter Ziele. Sie kann, u. a. bei unzureichenden Ambitionen, Empfehlungen an die Mitgliedstaaten aussprechen.
Die Verordnung regelt die zweijährliche Berichterstattung der Staaten an die Kommission über den Fortschritt bei der Umsetzung ihrer Pläne und die Überwachung und Bewertung der Berichte durch die Kommission.

## Hintergrund und Entstehung
Artikel 194 des Vertrags über die Arbeitsweise der Europäischen Union (AEUV) schreibt fest, dass die Mitgliedstaaten der EU ihre Energiequellen und Energieversorgungsstruktur selbst bestimmen. Die Kompetenz der EU ist beschränkt: Sie soll auf die Sicherheit des Energiemarktes und Versorgungssicherheit, auf Energieeffizienz und -einsparungen, die Förderung Erneuerbarer Energien und die Verbundfähigkeit der Netze hinarbeiten. Entscheidungen über Ziele im Energiemix, die die Einzelstaaten binden, müssten aber im EU-Rat einstimmig erfolgen. Nur andere Elemente der Energie- und Klimapolitik, die auf Artikel 192 AEUV fußen, können Mehrheitsbeschlüssen unterliegen. Vor diesem Hintergrund stellt sich für die Europäische Union das Problem, wie sie dennoch möglichst sicherstellen kann, dass EU-weite Verpflichtungen und Ziele eingehalten werden, etwa aus dem Übereinkommen von Paris.
Die Verordnung wurde als Schlüsselinstrument des „Saubere Energie für alle Europäer“-Pakets, auch „Winterpaket“, im November 2016 vorgelegt. Im Jahr 2018 wurden die Trilogverhandlungen zwischen Kommission, Parlament und Rat über das Paket abgeschlossen. Die Governance-Verordnung trat als unmittelbar in allen Mitgliedstaaten geltendes Recht am 24. Dezember 2018 in Kraft, Ende 2019 waren alle Rechtsakte des Winterpakets in Kraft getreten.
Die Governance-Verordnung integriert in einem zentralen Rechtsakt weitgehend die Governance der EU-Energie- und Klimapolitik; außen vor bleibt der EU-Emissionshandel. Mit ihr wurde 2020 die Verordnung (EU) Nr. 525/2013 abgelöst, die zuvor die Überwachung von Treibhausgasemissionen und die Berichterstattung über diese Emissionen geregelt hatte.
Mit der Verordnung zum Europäischen Klimagesetz vom 30. Juni 2021 wurde das Ziel der Treibhausgasneutralität bis 2050 in die Governance-Verordnung aufgenommen; es muss künftig in Plänen und Berichten berücksichtigt werden. Eine in der Governance-Verordnung enthaltene Begriffsbestimmung, die für 2030 noch ein Minderungsziel für 2030 von 40 % nennt, wurde nicht auf 55 % angepasst; das neue Ziel für 2030 ergibt sich aber in Verbindung mit der Erwägung 26 des Klimagesetzes.

## Langfrist-Strategien
Mitgliedstaaten haben alle zehn Jahre eine Langfrist-Strategie vorzulegen und zu veröffentlichen, die einen Zeitraum von 30 Jahren umfasst. Dies geschah erstmals zum 1. Januar 2020 für den Zeitraum 2021–2050. Falls erforderlich, sollen die Strategien nach fünf Jahren aktualisiert werden. Deutschlands Langfrist-Strategie ist der Klimaschutzplan 2050.
Diese Strategien befassen sich mit erwarteten Fortschritten bei der Dekarbonisierung der Wirtschaft, Emissionsminderungen und der Ausweitung von Senken, sowohl für einzelne Sektoren als auch insgesamt. Auch sozioökonomische Folgen der Dekarbonisierung und der Zusammenhang mit anderen nationalen Plänen und Zielen sollen in den Blick genommen werden.
Die Verordnung gibt eine Rahmen für die Struktur der Langfrist-Strategien vor, legt aber inhaltlich keine nationalen Ambitionsniveaus fest.

## Integrierte Nationale Energie- und Klimapläne
Die Nationalen Energie- und Klimapläne (NECP) gelten als Schlüsselinstrument des Governance-Systems der Europäischen Union. Die Mitgliedstaaten müssen alle zehn Jahre Energie- und Klimapläne erstellen, die über einem Zeithorizont von zehn Jahren reichen und auf die Langfrist-Strategien abgestimmt sind. Die Staaten müssen dabei den Dialog mit staatlichen und nicht-staatlichen Akteuren in ihrem Land suchen und der Öffentlichkeit Gelegenheit geben, an den Plänen mitzuwirken. Benachbarte Mitgliedstaaten müssen bei der Ausarbeitung der Pläne konsultiert werden. Entwürfe der Klimapläne müssen der Kommission zwei Jahre vor Beginn ihres Gültigkeitszeitraums vorgelegt werden. Die Kommission kann Empfehlungen zu den Plänen aussprechen, die die Mitgliedstaaten in der finalen Version berücksichtigen müssen. Weichen sie von den Empfehlungen ab, müssen sie dies begründen. Dieser Mechanismus zum Schließen von „Ambitionslücken“ ist ein Teil des sogenannten gap-filling mechanism des Governance-Systems.
Die Pläne für den Zeitraum 2021–2030 wurden Ende 2019 vorgelegt. Mitte 2024 und danach alle zehn Jahre müssen die Staaten ihre für die jeweilige Dekade vorgelegten Pläne aktualisieren.
Die Verordnung enthält einen strukturellen Rahmen für die Inhalte der NECP, der sich an den fünf strategischen Dimensionen der Energieunion orientiert:
1. Dekarbonisierung: Die Pläne müssen hierzu Ziele und Verpflichtungen enthalten, darunter zu Obergrenzen für Treibhausgasemissionen gemäß Lastenteilungsverordnung[15] und zu Emissionen aus Landnutzung.[16] Die Mitgliedstaaten müssen ihre Beiträge zum Ausbau Erneuerbarer Energien planen.[17]
2. Energieeffizienz: Es müssen die Beiträge zur Verwirklichung der Effizienzziele der EU und die zu erreichenden Einsparungen im Endenergieverbrauch aufgenommen werden.[18] Außerdem sind Richtwerte für die Renovierung des Gebäudebestandes Inhalt der Pläne.
3. Sicherheit der Energieversorung: Es sind Ziele zur Diversifizierung, Flexibilisierung und Verbesserung der Resilienz gegenüber Problemen bei der Energieversorgung in die Pläne aufzunehmen.
4. Energiebinnenmarkt: Unter anderem sind die angestrebte Verbundfähigkeit der nationalen Stromnetze und zentrale Vorgaben für die Infrastruktur für Strom- und Gasleitungen Gegenstand der Pläne.
5. Forschung, Innovation und Wettbewerbsfähigkeit: Die Pläne müssen hierzu u. a. Ziele und Finanzierungsvorgaben enthalten.

Daneben sollen die Staaten einschätzen, wie viele Haushalte von Energiearmut betroffen sind, und, wenn diese Zahl erheblich ist, dagegen Maßnahmen vorsehen.
Die Verordnung bestimmt Verfahren zur Festlegung der Beiträge der Mitgliedstaaten für die europäischen Ziele in den Bereichen erneuerbare Energien und Energieeffizienz. In diesen Bereichen gibt es jedoch nur ein europaweites, jedoch keine durch EU-Regeln festgelegte verbindlichen nationalen Ziele, die EU-Staaten leisten faktisch freiwillige nationale Beiträge zu den EU-Zielen. Hinsichtlich der Versorgungssicherheit gibt kein EU-weites Gesamtziel.

## Fortschrittsberichterstattung und -überwachung
Die Mitgliedstaaten müssen der Kommission alle zwei Jahre zu verschiedenen Terminen Fortschrittsberichte über die Durchführung und Umsetzung ihrer Energie- und Klimapläne vorlegen.
In integrierten nationalen energie- und klimabezogenen Fortschrittsberichten sind jeweils zum 15. März, erstmals 2023, Angaben zu folgenden Punkten zu machen:
- nationale Klimaschutzmaßnahmen
- Emissionsprojektionen
- Anteile erneuerbarer Energien und energetischen Nutzung von Biomasse
- Energieeffizienz, einschließlich Primär- und Endenergieverbrauch, und Renovierung des Gebäudebestandes
- Ziele und Maßnahmen zur Sicherheit der Energieversorgung, darunter deren Diversifizierung
- Energiebinnenmarkt, darunter das angestrebte Maß der Verbundfähigkeit der Stromnetze und wichtige Infrastrukturvorhaben
- Energiearmut
- Forschung, Innovation und Wettbewerbsfähigkeit

Zweijährliche Berichtspflichten gibt es auch über
- Pläne und Strategien zur Anpassung an die globale Erwärmung
- die Verwendung der Erlöse aus Versteigerungen im Rahmen des EU-Emissionshandels
- finanzielle Unterstützung für Entwicklungsländer

Daneben müssen die Mitgliedsstaaten verschiedene Informationen in Jahresberichten übermitteln. Dazu gehören u. a. ihre vorläufigen und endgültigen Treibhausgasinventare, die Einhaltung ihrer Verpflichtungen im Bereich Landnutzung oder Meldungen über Sicherheitsvorräte an Erdöl.
Die EU-Kommission bewertet alle zwei Jahre, welche Fortschritte die Verwirklichung der Energieunion macht – besonders im Hinblick auf den Einsatz Erneuerbarer Energien, auf Energieeffizienz und den Energiebinnenmarkt – und welche Auswirkungen die in den nationalen Energie- und Klimaplänen enthaltenen Maßnahmen auf die energie- und klimapolitischen Maßnahmen der EU haben.
Kommt sie zu dem Ergebnis, dass die Entwicklung in einem Mitgliedstaat unvereinbar mit den Zielen der Energieunion ist, es also eine „Umsetzungslücke“ gibt, spricht sie Empfehlungen aus. Sie kann auch – wenn die Ziele und Beiträge insgesamt nicht für die Zielerreichung auf EU-Ebene reichen – Maßnahmen auf Unionsebene vorantreiben. Liegt die EU insgesamt bei den Erneuerbaren Energien unter ihren Zielwerten, müssen alle Länder, die ihre Zielwerte in bestimmten Jahren nicht erreicht haben, die Lücke mit zusätzlichen Maßnahmen schließen. Die Ansätze zum Schließen einer Umsetzungslücke sind der zweite Teil des gap-filling mechanism des Governance-Systems.
Für die Förderung erneuerbarer Energien wird ein Finanzierungsmechanismus eingerichtet.
Jährlich zum 31. Oktober muss die Kommission dem Europäischen Parlament und dem Rat über die Lage der Energieunion Bericht erstatten.

## Treibhausgasinventare
Die Verordnung enthält auch Regelungen zum Treibhausgasinventar der Europäischen Union und den Inventaren der einzelnen Mitgliedstaaten: Die Kommission macht Vorgaben darüber, wie Inventare vorzulegen sind, und prüft nationale Inventare.
National festgelegte Beiträge der EU und der Mitgliedstaaten, zu denen sie sich im Rahmen des Übereinkommens von Paris verpflichten, werden in einem EU-weiten und nationalen Registern verbucht.

## Bewertung des Governance-Systems
Dem mit der Verordnung etablierten Governance-System gelinge es, so eine Analyse des Kopernikus-Projektes Ariadne, Energie- und Klimapolitik miteinander zu verbinden, wie es für die Verpflichtung der Europäischen Union aus dem Übereinkommen von Paris erforderlich ist. Das System wird jedoch als eher „weich“ eingeschätzt, auch wenn es besonders im Themenfeld Erneuerbare Energien härtere Elemente als die der abgelösten Verordnung (EU) Nr. 525/2013 enthält. Wichtige prozedurale Vorschriften seien vorhanden, Durchsetzungsbestimmungen jedoch kaum ausgeprägt. Nur eine Verletzung der Planungs- und Berichtspflichten könnte in ein Vertragsverletzungsverfahren münden, nicht jedoch ein unzulängliches Ambitionsniveau. Die EU hat nicht die Kompetenz, den Energiemix der Einzelstaaten zu bestimmen, den Mitgliedstaaten bleibt ein weiter Entscheidungsspielraum in ihren Langfrist-Strategien und nationalen Energie- und Klimaplänen. Damit hänge der Erfolg der Verordnung stark vom Willen der Mitgliedstaaten ab. Es sei fraglich, ob die Steuerungselemente in der politisierten Energiepolitik ausreichen, die von einem Gegensatz zwischen der eher an Versorgungssicherheit orientierten Visegrád-Gruppe und eher an Nachhaltigkeit orientierten Nord- und Westeuropäischen Staaten gekennzeichnet ist.
Eine erste, 2019 veröffentlichte Analyse der NECP-Entwürfe zeige bereits einen Mangel an Ehrgeiz, Deutschland rangierte zusammen mit der Slowakei an vorletzter Stelle. Nur fünf Prozent der Empfehlungen der Kommission zu den Entwürfen wurden in den finalen Versionen vollständig umgesetzt, weitere 31 Prozent größtenteils. Acht Prozent der Empfehlungen wurden ignoriert. Im Bereich Erneuerbare Energien erhöhten einige Staaten ihre Beiträge zur Zielerreichung der EU trotz Empfehlung nicht – Slowenien behielt seinen bei, Belgien senkte seinen sogar – oder sie blieben unter der empfohlenen Erhöhung. Auch im Bereich Energieeffizienz führten Empfehlungen der Kommission in vielen Fällen nicht zu einer Erhöhung des Ambitionsniveaus.
Angesichts der zögerlichen Umsetzung schon bestehender Ziele wird es als fraglich gesehen, ob mit der Governance-Verordnung, wie sie 2021 besteht, eine höhere gesamteuropäische Ambition möglich ist, wie sie mit dem Fit for 55-Paket geplant ist.